# Ivar Hansen
Ivar Christian (Kristian) Hansen (* 1. November 1938 in Agerbæk; † 11. März 2003 in Kopenhagen) war  ist ein dänischer Landwirt und Politiker der Venstre, der von 1973 bis 2003 Mitglied sowie zwischen 1998 und seinem Tode 2003 Präsident des Parlaments (Folketing) war. Er bekleidete des Weiteren von 1978 bis 1979 das Amt des Ministers für öffentliche Arbeiten in der Regierung Jørgensen III.

## Leben

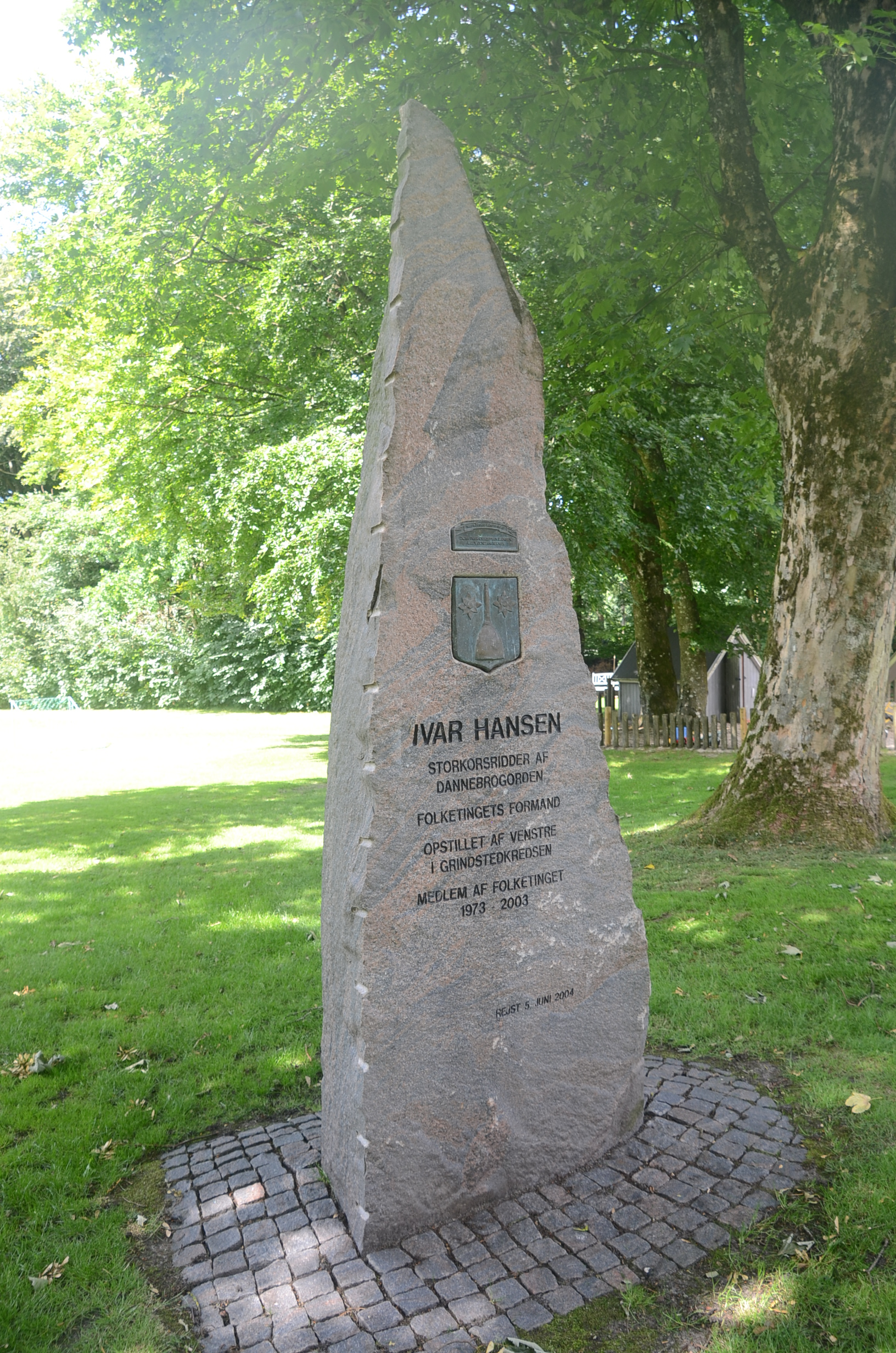
Grabstätte von Ivar Hansen in Hovborg

Ivar Christian (Kristian) Hansen, Sohn des Landwirts Lars P. Hansen und der Lehrerin Maria Hansen, besuchte nach der Volksschule (Folkeskole) 1956 die Høj- og Efterskole in Ryslinge und leistete zwischen 1958 und 1959 seinen Militärdienste in der Königlichen Leibgarde (Den Kongelige Livgarde) des Heeres. Danach setzte er seine schulische Ausbildung 1959 an der Volkshochschule in Askov fort und besuchte 1961 die Landwirtschaftsschule in Ladeland sowie 1962 die Liberale Volkshochschule Breidablik (Den Liberale Højskole Breidablik), woraufhin er 1962 ebenfalls eine berufliche Tätigkeit als Landwirt aufnahm. Er fungierte zwischen 1964 und 1966 in Ribe Amt als Vorsitzender von Venstres Ungdom (VU), der Jugendorganisation der Liberalen Partei (Venstre), und engagierte sich zwischen 1967 und 1973 als Lehrer im zivilen Bildungswesen der Streitkräfte.
Bei der Folketingswahl am 4. Dezember 1973 wurde Hansen für die Venstre im Wahlkreis „Ribe Amtskreds“ erstmals zum Mitglied des Parlaments (Folketing) gewählt, dem er bis zum 11. März 2003 fast dreißig Jahre lang angehörte. Während seiner Parlamentszugehörigkeit wurde er 1974 Mitglied des Vorstands der Venstre-Fraktion im Folketing sowie 1977 kurzzeitig auch Fraktionsvorsitzender. Er war zwischen 1976 und 1978 sowohl Mitglied des Finanzausschusses des Parlaments als auch zeitgleich Mitglied des Obersten Steuergerichts (Landsskatteretten). Am 30. August 1978 wurde er als Ministers für öffentliche Arbeiten (Minister for offentlige arbejder) in der Regierung Jørgensen III und bekleidete dieses Amt bis zum 26. Oktober 1979. Nach seinem Ausscheiden aus der Regierung war er zwischen 1980 und 1998 erneut Mitglied des Obersten Steuergerichts sowie von 1982 und 1998 noch einmal Vorsitzender der Venstre-Fraktion im Folketing. Am 1. Oktober 1982 wurde er außerdem einer der staatlichen Rechnungsprüfer (Statsrevisor), die überwachen, dass die Steuergelder so verwendet werden, wie es das Parlament beschlossen hat, und dass die Gelder so sinnvoll und effizient wie möglich verwaltet werden, und übte diese Funktion bis zum 31. März 1998 aus. Außerdem war er 1986 Vorsitzender der Verkehrssicherheitskommission des Justizministeriums sowie von 1986 bis 1988 zugleich Vorsitzender des Finanzausschusses des Storting als auch Vorsitzender des Haushalts- und Kontrollausschusses des Nordischen Rates. Daneben fungierte er zwischen 1987 und 1991 als Politischer Sprecher „Politisk ordfører“, der von seiner Partei gewählt wurde, um im Parlament die Politik der Partei vorzustellen, insbesondere im Zusammenhang mit allgemeinen Debatten.
Ivar Hansen, der zwischen 1989 und 1991 dem Präsidium des Nordischen Rates als Mitglied angehörte, war außerdem vom 27. Dezember 1990 bis zum 18. März 2003 Mitglied des Präsidiums des Folketing. Des Weiteren war zwischen 1991 und 1998 Vorsitzender von „JydskeVestkysten“, der am 15. Januar 1991 gegründeten größten regionalen Tageszeitung in Dänemark, sowie von 1994 bis 1998 Vorstandsmitglied des Nordwestjütländischen Medienzentrums (Nordvestjysk Mediecenter). Darüber hinaus fungierte er als Nachfolger von Ritt Bjerregaard von 1995 bis zu seiner Ablösung durch Peder Larsen 1998 als Formand for statsrevisorerne und war damit Vorsitzender der staatlichen Rechnungsprüfung.
Als Nachfolger von Erling Olsen von der Socialdemokraterne übernahm er am 26. März 1998 das Amt als Folketingets formand und bekleidete damit bis zu seinem Tode am 11. März 2003 das Amt des Parlamentspräsidenten, woraufhin sein Parteifreund Christian Mejdahl ihn in diesem Amt ablöste.